# Catasetum purum
Catasetum purum é uma espécie de  planta do gênero Catasetum e da família Orchidaceae.

## Taxonomia
O seguinte sinônimo já foi catalogado:  
- Catasetum semiapertum  Hook.

## Forma de vida
É uma espécie epífita e herbácea.

## Descrição
Erva epífita com pseudobulbos de 8–12 × 2,5–4 cm, oblongo-cônicos, agregados, sulcados e transversalmente anelados, base atenuada, ápice aguçado. As folhas tem 30–40 × 4–6 cm, membranáceas, oblongo-lanceolares, atenuadas em pseudo-pecíolo canaliculado, ápice aguçado, bordas onduladas.
Possui uma inflorescência de 20–50 × 5–7 cm, cm, basal, racemosa, ereta e rija, frequentemente recurvada com o peso das flores, florífera na parte terminal ou desde o meio para cima, multiflora. Tem pedicelo de 25–35 mm, patente até reflexo, sinuoso. Suas brácteas têm 8–12 × 4 mm, apressas, triangular, ápice aguçado. As flores são não ressupinadas, patentes verde-claras, um tanto tombadas, odoríferas, muito raramente com alguma mancha ou pinta, de regra são unicolores. As sépalas, de 25–27 × 6–7 mm, são levemente côncavas, atenuadas, reflexas, lingular-oblongadas, aguçadas. As pétalas, de 20–45 × 8–10 mm, reflexas, raramente encurvadas ou apenas patentes, oblongadas, menos côncavas, atenuadas, levemente oblíquas. Possui labelo de 15–18 × 12–15 mm, carnoso, rijo, ovoide, saquiforme esférico (15–18 mm prof.), trilobado, óstio de âmbito oblongo-pandurado; lobos laterais encurvados, arredondados, margens denticuladas até ciliadas; o lobo terminal curto, arredondado e voltado para traz, inteiro. Coluna 10–13 mm, quase semi-obovoide, no ápice longamente rostrada e com o rostro um pouco encurvado, triangularmente acuminado. Antenas 12–15 mm, estendidas paralelamente para frente e arcadas, para cima. Antera esverdeada, políneas, amarelada.

## Conservação
A espécie faz parte da Lista Vermelha das espécies ameaçadas do estado do Espírito Santo, no sudeste do Brasil. A lista foi publicada em 13 de junho de 2005 por intermédio do decreto estadual nº 1.499-R.

## Distribuição
A espécie é endêmica do Brasil e encontrada nos estados brasileiros de Alagoas, Bahia,Espírito Santo, Pernambuco, Sergipe e São Paulo.
A espécie é encontrada no domínio fitogeográfico de Mata Atlântica, em regiões com vegetação de mata ciliar e restinga.